# Südafrikanische Frauen-Cricket-Nationalmannschaft in England in der Saison 2022
Die Tour der südafrikanischen Frauen-Cricket-Nationalmannschaft nach England in der Saison 2022 fand vom 27. Juni bis zum 25. Juli 2023 statt. Die internationale Cricket-Tour war Bestandteil der Internationalen Cricket-Saison 2022 und umfasste einen WTest, drei WODIs und drei WTwenty20s. England gewann die WODI- und WTwenty20-Serie jeweils mit 3–0, der WTest endete mit einem Remis.

## Vorgeschichte
Südafrika spielte zuvor eine Tour in Irland, für England war es die erste Tour der Saison. Das letzte Aufeinandertreffen der beiden Mannschaften bei einer Tour fand in der Saison 2018 in England statt.

## Stadien
Die folgenden Stadien wurden für die Austragung der Tour ausgewählt und am 13. April 2021 bekannt gegeben.
| Stadion               | Stadt       | Kapazität | Spiele   |
| --------------------- | ----------- | --------- | -------- |
| Bristol County Ground | Bristol     | 17.500    | 2. WODI  |
| County Ground         | Chelmsford  | 6.500     | 1. WT20  |
| County Cricket Ground | Derby       | 9.500     | 3. WT20  |
| Grace Road            | Leicester   | 6.000     | 3. WODI  |
| County Cricket Ground | Northampton | 6.500     | 1. WODI  |
| County Ground         | Taunton     | 8.500     | 1. WTest |
| New Road              | Worcester   | 5.500     | 2. WT20  |

## Kaderlisten
Südafrika benannte seinen WTest- und WODI-Kader am 17. Juni 2022.
England benannte seinen WTest-Kader am 20. Juni 2022.
| Test | Test | ODI | ODI | Twenty20 | Twenty20 |
| England | Südafrika | England | Südafrika | England | Südafrika |
| --- | --- | --- | --- | --- | --- |
| - Heather Knight (K) - Natalie Sciver (VK) - Emily Arlott - Tammy Beaumont - Lauren Bell - Kate Cross - Alice Davidson-Richards - Freya Davies - Charlie Dean - Sophia Dunkley - Sophie Ecclestone - Amy Jones - Emma Lamb - Issy Wong | - Suné Luus (K) - Anneke Bosch - Trisha Chetty - Nadine de Klerk - Lara Goodall - Shabnim Ismail - Sinalo Jafta - Marizanne Kapp - Ayabonga Khaka - Lizelle Lee - Nonkululeko Mlaba - Tumi Sekhukhune - Andrie Steyn - Chloe Tryon - Laura Wolvaardt | - Heather Knight (K) - Natalie Sciver (VK) - Tammy Beaumont - Lauren Bell - Katherine Brunt - Kate Cross - Alice Davidson-Richards - Charlie Dean - Sophia Dunkley - Sophie Ecclestone - Amy Jones - Emma Lamb - Issy Wong - Danni Wyatt | - Suné Luus (K) - Anneke Bosch - Trisha Chetty - Nadine de Klerk - Lara Goodall - Shabnim Ismail - Sinalo Jafta - Marizanne Kapp - Ayabonga Khaka - Lizelle Lee - Nonkululeko Mlaba - Tumi Sekhukhune - Andrie Steyn - Chloe Tryon - Laura Wolvaardt | - Heather Knight (K) - Natalie Sciver (VK) - Maia Bouchier - Katherine Brunt - Alice Capsey - Kate Cross - Freya Davies - Sophia Dunkley - Sophie Ecclestone - Sarah Glenn - Amy Jones - Freya Kemp - Bryony Smith - Issy Wong - Danni Wyatt | - Suné Luus (K) - Chloe Tryon (VK) - Anneke Bosch - Trisha Chetty - Nadine de Klerk - Mignon du Preez - Lara Goodall - Shabnim Ismail - Sinalo Jafta - Marizanne Kapp - Ayabonga Khaka - Masabata Klaas - Nonkululeko Mlaba - Tumi Sekhukhune - Delmi Tucker - Laura Wolvaardt |

## Tour Matches
| 22. – 26. Juni Scorecard | Arundel | Südafrika 301 (80) & 325-9d (89) | – | England A 276-9d (78) & 123-3 (36) |
|                          |         | Remis                            |   |                                    |

| 4. Juli Scorecard | Cardiff | England A 155-5 (20)          | – | Südafrika 140-6 (20) |
|                   |         | England A gewinnt mit 15 Runs |   |                      |

| 7. Juli Scorecard | Leicester | Südafrika 264-7 (50)            | – | England A 267-3 (43.3) |
|                   |           | England A gewinnt mit 7 Wickets |   |                        |

## Tests

### Erster Test in Taunton
| 27. – 30. Juni Scorecard | Taunton | Südafrika 284 (91.4) & 181-5 (68.1) | – | England 417-8d (120) |
|                          |         | Remis                               |   |                      |

England gewann den Münzwurf und entschied sich als Feldmannschaft zu beginnen. Von den südafrikanischen Eröffnungs-Batterinnen konnte Laura Wolvaardt 16 Runs erreichen. Als erste größere Partnerschaft etablierten sich Kapitänin Suné Luus und Marizanne Kapp. Luus schied nach 28 Runs aus und wurde durch Anneke Bosch ersetzt, die 30 Runs erreichte. Kapp verlor ihr Wicket nach einem Century über 150 Runs aus 213 Bällen. Nachdem das letzte Wicket des Innings gefallen war, wurde der Tag beendet. Beste englische Bowlerin war Kate Cross mit 4 Wickets für 63 Runs. Am zweiten Tag konnten die englischen Eröffnungs-Batterinnen Emma Lamb und Tammy Beaumont eine erste Partnerschaft aufbauen. Beaumont schied nach 28 Runs aus und Lamb verlor ihr Wicket nach 38 Runs. Daraufhin etablierte sich Natalie Sciver und ihrer Seite erzielte Sophia Dunkley 18 runs, bevor es Alice Davidson-Richards gelang sich zu etablieren. Zusammen erreichten sie 207 Runs, bevor Davidson-Richards nach einem Century über 107 Runs aus 194 Bällen ihr Wicket verlor und der Tag beim Stand von 328/6 endete. Am dritten Tag, der durch Regenfälle stark verkürzt wurde, konnte die hineinkommende Sophie Ecclestone 35 Runs beitragen. Sciver beendete das Innings ungeschlagen nach einem Century über 169* Runs aus 263 Bällen. Beste südafrikanische Bolwerin war Anneke Bosch mit 3 Wickets für 77 Runs. Für Südafrika konnte Laura Wolvaardt zusammen mit Lara Goodall eine erste partnerschaft aufbauen. Godall schied nach 26 Runs aus und Wolvaardt kurz danach nach 16 Runs. Der Tag endete beim Stand von 55/3. Am vierten Tag etablierte sich Tumi Sekhukhune zusammen mit Lizelle Lee. Lee verlor nach 36 Runs ihr Wicket und wurde durch Marizanne Kapp ersetzt. Zusammen beendeten Sekhukhune und Kapp den durch Regenfällen beeinträchtigten Tag, wobei Sekhukhune 33* Runs erreichte und Kapp 43* Runs. Beste Bowlerinnen für England waren Issy Wong mit 2 Wickets für 46 Runs und Kate Cross mit 2 Wickets für 56 Runs. Als Spielerin des Spiels wurde Natalie Sciver ausgezeichnet.

## Women’s One-Day Internationals

### Erstes WODI in Northampton
| 11. Juli Scorecard | Northampton | Südafrika 218 (47.4)          | – | England 219-5 (32.1) |
|                    |             | England gewinnt mit 5 Wickets |   |                      |

Südafrika gewann den Münzwurf und entschied sich als Feldmannschaft zu beginnen. Als Spielerin des Spiels wurde Emma Lamb ausgezeichnet.

### Zweites WODI in Bristol
| 15. Juli Scorecard | Bristol | England 337-5 (50)           | – | Südafrika 223 (41) |
|                    |         | England gewinnt mit 114 Runs |   |                    |

England gewann den Münzwurf und entschied sich als Schlagmannschaft zu beginnen. Als Spielerin des Spiels wurde Sophia Dunkley ausgezeichnet.

### Drittes WODI in Leicester
| 18. Juli Scorecard | Leicester | England 371-7 (50)           | – | Südafrika 262 (45.4) |
|                    |           | England gewinnt mit 109 Runs |   |                      |

Südafrika gewann den Münzwurf und entschied sich als Feldmannschaft zu beginnen. Als Spielerin des Spiels wurde Tammy Beaumont ausgezeichnet.

## Women’s Twenty20 Internationals

### Erstes WTwenty20 in Northampton
| 21. Juli Scorecard | Chelmsford | Südafrika 111-9 (20)          | – | England 114-4 (15) |
|                    |            | England gewinnt mit 6 Wickets |   |                    |

England gewann den Münzwurf und entschied sich als Feldmannschaft zu beginnen. Als Spielerin des Spiels wurde Katherine Brunt ausgezeichnet.

### Zweites WTwenty20 in Worcester
| 23. Juli Scorecard | Worcester | Südafrika 148-6 (20)          | – | England 151-4 (19) |
|                    |           | England gewinnt mit 6 Wickets |   |                    |

England gewann den Münzwurf und entschied sich als Schlagmannschaft zu beginnen. Als Spielerin des Spiels wurde Danni Wyatt ausgezeichnet.

### Drittes WTwenty20 in Derby
| 25. Juli Scorecard | Derby | England 176-6 (20)          | – | Südafrika 138-8 (20) |
|                    |       | England gewinnt mit 38 Runs |   |                      |

England gewann den Münzwurf und entschied sich als Feldmannschaft zu beginnen. Als Spielerin des Spiels wurde Sophie Ecclestone ausgezeichnet.

## Punktwertung
Bei der Tour gibt es eine Punktewertung. Im WTest gibt es vier Punkte für einen Sieg, zwei für ein Remis, Unentschieden oder No Result und in den kurzen Spielformen zwei bzw. einen Punkt.
| England |            | Südafrika |
| ------- | ---------- | --------- |
| 2       | WTests     | 2         |
| 2       | 1. WTest   | 2         |
| 6       | WODIs      | 0         |
| 2       | 1. WODI    | 0         |
| 2       | 2. WODI    | 0         |
| 2       | 3. WODI    | 0         |
| 6       | WTwenty20s | 0         |
| 2       | 1. WT20    | 0         |
| 2       | 2. WT20    | 0         |
| 2       | 3. WT20    | 0         |
| 14      | Gesamt     | 2         |

## Auszeichnungen

### Player of the Series
Als Player of the Series wurden der folgende Spieler ausgezeichnet.
| Serie | Player of the Series |
| ----- | -------------------- |
| WTest | –                    |
| WODI  | Emma Lamb            |
| WT20  | Sophie Ecclestone    |

### Player of the Match
Als Player of the Match wurden die folgenden Spielerinnen ausgezeichnet.
| Spiel    | Player of the Match |
| -------- | ------------------- |
| 1. WTest | Natalie Sciver      |
| 1. WODI  | Emma Lamb           |
| 2. WODI  | Sophia Dunkley      |
| 3. WODI  | Tammy Beaumont      |
| 1. WT20  | Katherine Brunt     |
| 2. WT20  | Danni Wyatt         |
| 3. WT20  | Sophie Ecclestone   |